# Bowling (Écosse)
Pour les articles homonymes, voir Bowling (homonymie).
Bowling est un village dans le West Dunbartonshire, en Écosse.